# El despertar de Motti Wolkenbruch
El despertar de Motti Wolkenbruch (en alemán, Wolkenbruchs wunderliche Reise in die Arme einer Schickse) es una película de comedia dramática y romance suiza de 2018 dirigida por Michael Steiner y protagonizada por Joel Basman como Motti Wolkenbruch, Noémie Schmidt como Laura e Inge Maux y Udo Samel como Mame y Tate Wolkenbruch. El guion de Thomas Meyer se basa en su novela de 2012 del mismo nombre. Se estrenó el 29 de abril, y en septiembre de 2018 en el Festival de Cine de Zúrich, el estreno en cines suizos fue el 25 de septiembre. Octubre 2018. Con más de 270 000 visitantes, la película fue la producción suiza más exitosa de 2018. Es la primera producción suiza que se muestra en todo el mundo en Netflix.

## Sinopsis
La película cuenta la historia del joven judío ortodoxo Mordechai Wolkenbruch, conocido como Motti, quien siempre ha hecho lo que su madre le pedía que hiciera. Ahora ella quiere tenderle una trampa y le presenta a un posible candidato a matrimonio tras otro. Entonces Motti comienza a rebelarse ya desviarse de su camino anterior en la vida.
Cuando también se enamora de la no judía Laura en la universidad, su madre está fuera de sí. Una relación con un Schickse no formaba parte del plan de vida de Motti. Motti comienza a seguir su camino hacia la autodeterminación y la independencia.

## Diferencias con el libro original
- La trama de la película sigue muy de cerca la novela hasta casi el final; los diálogos individuales se reproducen casi palabra por palabra. Las pocas escenas adicionales como el choque por alcance o el baño con el padre encajan armoniosamente en la trama; se reconoce la letra del guionista Meyer. Además, el padre de Motti e incluso el rabino parecen mostrar cierta comprensión de las protestas del hijo, aunque más no verbalmente que con palabras.
- Se ha cambiado un nombre: la aventura de una noche de Motti en Tel Aviv no se llama Michal como en el libro, sino Jaël.

Los últimos 20 minutos más o menos, por otro lado, se desvían significativamente de la novela. Varias escenas adicionales dan como resultado un final completamente diferente:
- Después de su primera noche en casa de Laura, ella se va a casa con él para que pueda presentarla a sus padres. La escena del libro con los policías a los que llamó la madre no aparece.
- Tras ser echado de la casa familiar, no acude a Enzo; éste y su amigo Thorsten no aparecen. En su lugar, va a Laura. En la cama, Laura le dice que no está preparada para una relación. Motti está devastado. Alquila una habitación en un hotel modesto y se emborracha.
- Por la mañana llama su padre y le pide a Motti que vuelva a casa. Él y su madre reaccionaron un poco de forma exagerada y querían discutir todo con él en paz.
- En el parque, Motti conoce a sus compañeros de estudios Yossi y Michal Süskind, que están en una cita.
- Laura llama. La cámara se aleja, comienzan los créditos y el espectador no se entera de si Motti acepta la llamada.
- Una escena en los créditos muestra cómo de repente los familiares de Londres están en la puerta: la madre ya invitó a toda la Mischpoke a la boda y se olvidó de decirles que la boda que tenía planeada con Michal Süskind no se llevará a cabo.

## Producción
El rodaje tuvo lugar a partir del 22 agosto al 20 de octubre de 2017, filmada principalmente en Zúrich. Cuatro días de rodaje tuvieron lugar en Tel Aviv-Jaffa. La película fue producida por la empresa suiza Turnus Film, coproducida por DCM Film Distribution, y SRF / SRG SSR participaron. Marion Schramm se encargó de la escenografía y Pascale Suter del vestuario.
La novela de Thomas Meyer fue nominada al Swiss Book Prize en 2012 y ha vendido más de 140.000 ejemplares.
En la película, la banda de siete integrantes Cheibe Balagan de Zúrich toca música klezmer.
La canción principal "First Dance" fue escrita por Slade Templeton y Crimer, producida por Templeton en Bern's Influx Studios para Mojo 3 e interpretada por Crimer.
En 2019, el servicio de streaming estadounidense Netflix adquirió los derechos de la película para estrenarla a nivel mundial.

## Recepción
La editora de cine Ann Mayer de Radio SRF Virus le dio a la película 4 de 5 puntos. Sintió que la película era una comedia clásica y, por lo tanto, a veces caía en patrones familiares y también era un poco predecible hacia el final. Con Cloudbreak, Steiner logró crear un retrato sensible de un mundo paralelo a menudo pasado por alto, que al mismo tiempo cuenta una historia conmovedora y verdaderamente caprichosa.

## Reconocimientos
Premio de Cine Suizo 2019
- Nominado en la categoría Mejor largometraje
- Nominado en la categoría Mejor guion
- Premio al Mejor actor (Joel Basman)[10]
- Nominada a Mejor papel secundario (Sunnyi Melles)
- Noémie Schmidt, Mejor interpretación en un papel secundario, nominada

45.ª edición de los Premios Walo
- Premio en la categoría Revelación (Noémie Schmidt)[11]
- Premio en la categoría actriz/actor (Joel Basman)
- Premio en la categoría de producción cinematográfica

La película fue candidata suiza a una nominación al Óscar en la categoría de Mejor Película Internacional, pero no fue nominada.

## Enlaces web
- Sitio oficial
- Cloudbreak Festival de Cine de Zúrich